# Syzraň (město)
Syzraň (rusky Сы́зрань) je město v Samarské oblasti v Ruské federaci. Při sčítání lidu v roce 2010 mělo 178 750 obyvatel.

## Poloha
Syzraň leží na pravém břehu Saratovské přehrady na Volze. Od Samary, hlavního města oblasti, je vzdálena přibližně 120 kilometrů západně.

## Hospodářství
V Syzrani sídlí společnost Ťažmaš zabývající se těžkým strojírenstvím a od roku 2010 vlastnící ČKD Blansko.
U města je umístěna také ropné rafinerie společnosti Rosněfť. V březnu 2024 vypukl v syzraňské rafinérii rozsáhly požár, který podle samarského guvernéra Dmitrije Azarova byl způsoben útokem ukrajinských bezpilotních letadel v reakci na ruskou invazi na Ukrajinu.

## Historie
V květnu 1918 obsadili zdejší železniční Alexandrovský most přes řeku Volhu českoslovenští legionáři pod velením Bohumila Matouška.

## Přístav
Během posledních tří staletí v Syzrani kotvily nákladní čluny, plachetnice, parníky a jiné říční lodě. V roce 1972 bylo městu přidělen oficiálně titul přístavního města, říčního přístavu. Syzraň je jedním z předních a dynamicky se rozvíjejících dopravních bodů v Povolží. Obrat nákladu v roce 2021 byl více než 600 tisíc tun a nadále se zvyšuje. Hlavní místo zaujímají nerosty, drcené kameny, písky a různé zboží.